# Sylvan Lake (Michigan)
Sylvan Lake é uma cidade localizada no estado americano de Michigan, no Condado de Oakland.

## Demografia
Segundo o censo americano de 2000, a sua população era de 1735 habitantes.
Em 2006, foi estimada uma população de 1663, um decréscimo de 72 (-4.1%).

## Geografia
De acordo com o United States Census Bureau tem uma área de 2,1 km², dos quais 1,4 km² cobertos por terra e 0,7 km² cobertos por água.

## Localidades na vizinhança
O diagrama seguinte representa as localidades num raio de 8 km ao redor de Sylvan Lake.